# Pohrobek
Pohrobek (lat. postumus, etymologicky nesprávně posthumus) je označení pro osobu narozenou po smrti otce.
V římském právu se jednalo také o dítě, které přišlo na svět během otcova života, ale až po zřízení závěti. Na pohrobky bylo pohlíženo jako na personae incertae (osoby blíže neurčené) bez práva na ustanovení za dědice. Až východořímský císař Justinián I. uzákonil stav, kdy prohlášení pohrobka za dědice je vždy platné, pokud je postumus v době prohlášení alespoň plodem.
V Rakousko-Uhersku existovala právní úprava (§ 138 ob. zák. obč.), která definovala pohrobka jako dítě manželské, narodilo-li se nejdéle v desátém měsíci po smrti otcově.

## Významní pohrobci

### Svět
- Mohamed (rok narození 570) – prorok islámu
- Lothar III. (1075) – císař Svaté říše římské
- Valdemar I. Veliký (1131) – dánský král
- Balduin V. Jeruzalémský (1177) – král jeruzalémský
- Theobald I. Navarrský (1201) – král navarrský
- Přemysl II. Velkopolský (1257) – polský král z dynastie Piastovců
- Jan I. Francouzský (1316) – král francouzský
- Jana Portugalská (1439)– portugalská infantka a kastilská královna
- Jindřich VII. Tudor (1457) – anglický král, první Tudorovec na trůnu
- Giulio de Medici (1478) – italský římskokatolický prelát který pozdější stál se Papež Klement VII.
- Sebastián I. Portugalský (1554) – portugalský král
- Isaac Newton (1643) – anglický fyzik
- Vilém III. Oranžský (1650) – nizozemský místodržitel a manžel britské královny Marie II. Stuartovny
- Jonathan Swift (1667) – anglický spisovatel
- Karolina Matylda Hannoverská (1751) – dánská královna
- Andrew Jackson (1767) – 7. prezident USA
- Karel Eduard Sasko-Kobursko-Gothajský (1884) – sasko-kobursko-gothajský vévoda
- Chester Nimitz (1885) – americký admirál a v letech 1945-1947 nejvyšší velitel amerického námořnictva
- Alfons XIII. (1886) – španělský král
- Alexandr Solženicyn (1918) – ruský spisovatel
- Alexandra Řecká a Dánská (1921) – královna jugoslávská
- Lee Harvey Oswald (1939) – americký atentátník
- Bill Clinton (1946) – 42. prezident USA

### České země
- Ladislav Pohrobek (1440) – uherský a český král
- Radim Uzel (1940) – český lékař

### Fiktivní postavy
- David Copperfield – hlavní postava Dickensova stejnojmenného románu